# Saint-Jean-des-Essartiers
Saint-Jean-des-Essartiers és un municipi francès situat al departament de Calvados i a la regió de Normandia. L'any 2007 tenia 188 habitants.

## Demografia

### Població
El 2007 la població de fet de Saint-Jean-des-Essartiers era de 188 persones. Hi havia 76 famílies de les quals 27 eren unipersonals (27 dones vivint soles i 27 dones vivint soles), 18 parelles sense fills, 27 parelles amb fills i 4 famílies monoparentals amb fills.
La població ha evolucionat segons el següent gràfic:
Habitants censats

### Habitatges
El 2007 hi havia 101 habitatges, 75 eren l'habitatge principal de la família, 16 eren segones residències i 10 estaven desocupats. Tots els 100 habitatges eren cases. Dels 75 habitatges principals, 61 estaven ocupats pels seus propietaris, 12 estaven llogats i ocupats pels llogaters i 1 estava cedit a títol gratuït; 1 tenia una cambra, 2 en tenien dues, 13 en tenien tres, 32 en tenien quatre i 26 en tenien cinc o més. 69 habitatges disposaven pel capbaix d'una plaça de pàrquing. A 32 habitatges hi havia un automòbil i a 33 n'hi havia dos o més.

### Piràmide de població
La piràmide de població per edats i sexe el 2009 era:
| Homes | Edats   | Dones |
| ----- | ------- | ----- |
| 0     | 95 o +  | 0     |
| 0     | 90 a 94 | 0     |
| 0     | 85 a 89 | 4     |
| 0     | 80 a 84 | 4     |
| 0     | 75 a 79 | 4     |
| 4     | 70 a 74 | 8     |
| 8     | 65 a 69 | 4     |
| 8     | 60 a 64 | 4     |
| 0     | 55 a 59 | 0     |
| 4     | 50 a 54 | 0     |
| 8     | 45 a 49 | 0     |
| 8     | 40 a 44 | 4     |
| 4     | 35 a 39 | 0     |
| 8     | 30 a 34 | 12    |
| 4     | 25 a 29 | 8     |
| 4     | 20 a 24 | 8     |
| 4     | 15 a 19 | 0     |
| 8     | 10 a 14 | 0     |
| 4     | 5 a 9   | 8     |
| 4     | 0 a 4   | 4     |

## Economia
El 2007 la població en edat de treballar era de 111 persones, 83 eren actives i 28 eren inactives. De les 83 persones actives 72 estaven ocupades (44 homes i 28 dones) i 12 estaven aturades (8 homes i 4 dones). De les 28 persones inactives 10 estaven jubilades, 8 estaven estudiant i 10 estaven classificades com a «altres inactius».

### Ingressos
El 2009 a Saint-Jean-des-Essartiers hi havia 81 unitats fiscals que integraven 209 persones, la mediana anual d'ingressos fiscals per persona era de 15.818 €.

### Activitats econòmiques
Dels 5 establiments que hi havia el 2007, 2 eren d'empreses de construcció, 2 d'empreses de comerç i reparació d'automòbils i 1 d'una empresa de serveis.
L'únic servei als particulars que hi havia el 2009 era una lampisteria.
L'any 2000 a Saint-Jean-des-Essartiers hi havia 16 explotacions agrícoles que ocupaven un total de 294 hectàrees.

## Equipaments sanitaris i escolars
El 2009 hi havia una escola maternal integrada dins d'un grup escolar amb les comunes properes formant una escola dispersa.

## Poblacions més properes
El següent diagrama mostra les poblacions més properes.